# Amr Fahim
Pour les articles homonymes, voir Fahim.
Amr Fahim (arabe : عمرو فهيم) (né le 4 octobre 1976 au Caire en Égypte) est un footballeur international égyptien, qui évolue au poste de défenseur.

## Biographie

### Carrière en sélection
Avec l'équipe d'Égypte, il a disputé 17 matchs (pour aucun but inscrit) entre 1998 et 2004. Il figure notamment dans le groupe des sélectionnés lors des CAN de 1998, de 2000 et de 2002.

## Palmarès

### Palmarès en club
| Zamalek - Championnat d'Égypte (1) : - Champion : 2000-01. - Coupe d'Égypte : - Finaliste : 1998-99. - Coupe d'Afrique des vainqueurs de coupe (1) : - Vainqueur : 2000. |  | Ismaily - Championnat d'Égypte (1) : - Champion : 2001-02. - Coupe d'Égypte : - Finaliste : 2002-03. - Ligue des champions arabes : - Finaliste : 2003-04. - Ligue des champions : - Finaliste : 2003. |  | ENPPI - Coupe d'Égypte (1) : - Vainqueur : 2010-11. - Finaliste : 2007-08 et 2008-09. - Ligue des champions arabes : - Finaliste : 2005-06. |

### Palmarès en sélection
Égypte
- Coupe d'Afrique des nations (1) :
  - Vainqueur : 1998.